# جبل موسى (مصر)
جبل موسى أو جبل سيناء أو الطور أو حوريب أو جبل حوريب (العبرية: חֹרֵב؛ اليونانية في السبعينية: Χωρήβ؛ اللاتينية في الفولجاتا: Horeb) هو الجبل الذي أعطيت فيه الوصايا العشر لموسى من قبل الرب، وفقًا لكتاب تثنية التثنية في الكتاب المقدس العبري. هو وصفها في مكانين (في سفر الخروج وكتب الملوك) كما «جبل الله». الجبل يسمى أيضا جبل يهوه.
في فقرات كتابية أخرى، توصف هذه الأحداث بأنها حدثت في جبل سيناء. على الرغم من أن معظم العلماء يعتبرون سيناء وحوريب اسمين مختلفين لنفس المكان، هناك أقلية في الرأي مفادها أنهما ربما كانا مكانين مختلفين.
رأى المصلح البروتستانتي جون كالفن أن سيناء وحوريب هما نفس الجبل، مع الجانب الشرقي من الجبل يسمى سيناء والجانب الغربي يسمى حوريب. اقترح إبراهيم بن عزرا أن هناك جبلًا واحدًا، «فقط له قمتان، تحملان هذين الاسمين المختلفين».

## المكان
موقع جبل حوريب متنازع عليه. قدم العلماء اليهود والمسيحيون آراء مختلفة حول مكان وجوده منذ العصور التوراتية. وصف إيليا في 1 ملوك 19: 1-21 بأنه يسافر إلى حوريب،  بطريقة توحي بأن موقفه كان مألوفًا عندما كتب ذلك، ولكن لا توجد مراجع كتابية تم تعيينها لاحقًا في الوقت المناسب. بالإضافة إلى ذلك، يحدد المقطع كهفًا كبيرًا بما يكفي للاستقرار فيه. تعتبر التقاليد المسيحية أن جبل حوريب هو قمة ويلو، الواقعة بجوار دير سانت كاترين.
جبل يقع في محافظة جنوب سيناء في مصر؛ يبلغ ارتفاعه 2285 مترا فوق سطح البحر. سمي بجبل موسى نسبة للنبي موسى الذي كلّمه ربه في هذا الجبل وتلقى الوصايا العشر وفقًا للديانات اليهودية والمسيحية والإسلام.
جبل موسى من أشهر جبال سيناء، إذ يزوره آلاف السياح؛ فالناظر من أعلى الجبل يتمكّن من رؤية مشاهد جميلة لسلسلة الجبال المحيطة خصوصا في فترتي شروق الشمس وغروبها، ويقع قرب جبل كاترين (جبل طور سيناء)، والذي يوجد فيه دير سانت كاترين، ويحيط بالجبل مجموعة من قمم جبال جنوب سيناء.
يوجد في الجبل كنيسة يونانية صغيرة وجامع صغير. كما تسقط الثلوج فوق هذا الجبل شتاءً.

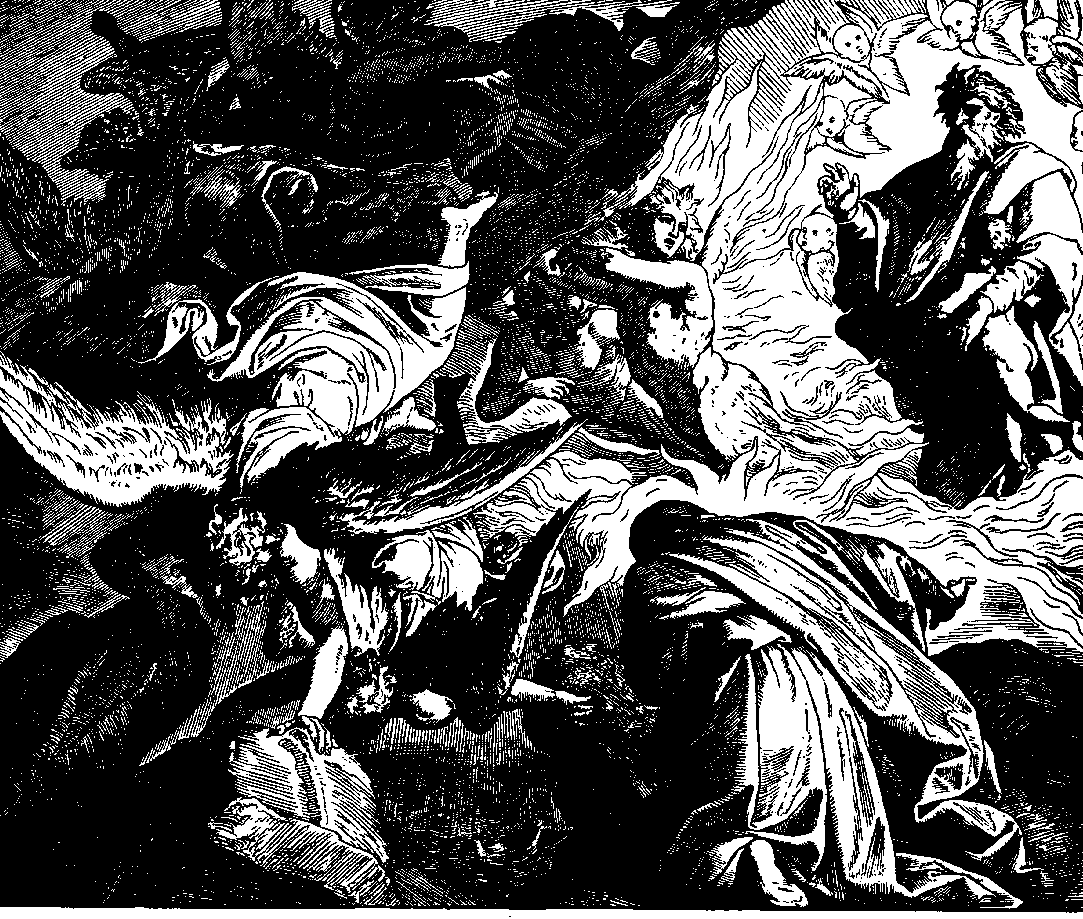
ظهور الله لإيليا على جبل حوريب، نقش خشبي عام 1860 بواسطة يوليوس شنور فون كارولسفيلد

## علم أصل الكلمة
يُعتقد أن كلمة «حوريب» تعني التوهج / الحرارة، والتي يبدو أنها إشارة إلى الشمس، بينما ربما تكون سيناء مشتقة من اسم سين، إله القمر السومري، وبالتالي سيناء وحوريب ستكون جبال القمر والشمس، على التوالي.

## أحداث
ورد اسم حوريب أولاً في خروج 3: 1، مع قصة موسى والأعشاب المشتعلة. وفقًا لخروج 3: 5، اعتُبرت أرض الجبل مقدسة، وأمر الله موسى بنزع حذائه. يصف خروج 17: 6 حادثة تواجد الإسرائيليين في البرية بدون ماء. عندما كان موسى "على الصخرة في حوريب"، يضرب الصخرة ويحصل على ماء الشرب من الصخر. وتستمر الآية 7 لتقول إن موسى "دعا اسم المكان مسّة ومريبة، بسبب نزاع بني إسرائيل، ولأنهم جربوا الرب قائلين:" هل الرب بيننا أم لا؟ "  الاستخدام الآخر الوحيد للاسم في سفر الخروج موجود في الفصل 33، حيث حوريب هو المكان الذي جرد فيه الإسرائيليون زخارفهم. يشير هذا المقطع (خروج 33: 1-6) إلى أن حوريب كانت المكان الذي انطلق منه الإسرائيليون نحو كنعان عندما استأنفوا رحلة الخروج. في سفر التثنية، ورد ذكر حوريب عدة مرات في رواية تيه بني إسرائيل في البرية. ذكر موسى في تثنية 1: 6 أن الله قال لبني إسرائيل في حوريب، «لقد سكنتم وقتًا طويلاً في هذا الجبل: انعطفوا وانطلقوا في رحلتكم»، مؤكداً أن حوريب كانت المكان الذي انطلقوا منه باتجاه كنعان.
في سفر التثنية، ورد ذكر حوريب عدة مرات في رواية تيه بني إسرائيل في البرية. ذكر موسى في تثنية 1: 6 أن الله قال لبني إسرائيل في حوريب، «لقد سكنتم وقتًا طويلاً في هذا الجبل: انعطفوا وانطلقوا في رحلتكم»، مؤكداً أن حوريب كانت المكان الذي انطلقوا منه باتجاه كنعان.
تم العثور على إشارات أخرى لحوريب في سفر التثنية في حساب تسليم موسى لموسى الوصايا العشر، وفي المراجع العودة إليها. هناك مراجع مماثلة في مزمور 106 وملاخي 4: 4. تثنية 5: 2 («الرب إلهنا جعل عهدا معنا في حوريب») يخلق الشعور بأن الجيل الحالي الذي كان يتحدث موسى كان حاضرا في جبل حوريب عندما نزل موسى مع الوصايا، على الرغم من أن «الأفراد الذين كانوا حاضرين قد لقوا حتفهم جميعا باستثناء موسى ويشوع وكالب. الأمة نجت، وكما كان مع الأمة ككل عضوي أن العهد قد تم. قد يكون مع اللياقة وقال انه تم مع أولئك الذين خاطب موسى في هذا الوقت، بقدر ما تشكل الأمة.»
يذكر 1 ملوك 8: 9 و2 أخبار الأيام 5: 10 أن تابوت العهد احتوى فقط على الألواح التي سلمت إلى موسى في حوريب. في 1 ملوك 19: 8، زار إيليا «جبل الله حوريب». وفقًا للفرضية الوثائقية، تم استخدام اسم سيناء في التوراة فقط من قبل الجهويست والمصدر الكهنوتي، بينما استخدم حوريب فقط من قبل الإلوهي وتثنوي. لا توجد إشارات إلى حوريب في العهد الجديد. في غلاطية 4: 24-25، ورد ذكر جبل سيناء: «. ميثاق واحد من جبل سيناء ويحمل أطفالًا ليكونوا عبيدًا: هذه هي هاجر. الآن تقف هاجر على جبل سيناء في شبه الجزيرة العربية وتتوافق مع مدينة القدس الحالية، لأنها مستعبدة مع أطفالها». يشار إلى جبل سيناء / حوريب في عبرانيين 12: 18-21.

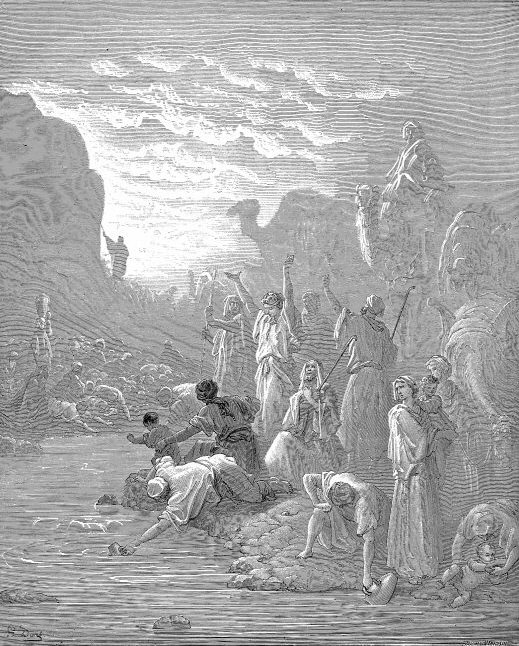
موسى يضرب الصخرة في حوريب، نقش لغوستاف دوريه من "لا سانت الكتاب المقدس"، 1865

## الدلالة الدينية

### اليهودية / المسيحية
يقع دير سانت كاترين الذي يعود تاريخه إلى القرن السادس إلى الشمال مباشرة من الجبل. يوجد في القمة مسجد لا يزال يستخدمه المسلمون، وكنيسة يونانية أرثوذكسية شيدت عام 1934 على أنقاض كنيسة من القرن السادس عشر، وهي غير مفتوحة للجمهور. تحيط الكنيسة بالصخرة التي تعتبر مصدر الألواح الحجرية التوراتية. في القمة أيضا «مغارة موسى»، حيث قيل أن موسى انتظر لتسلم الوصايا العشر.

### الإسلام
يرتبط جبل موسى بالنبي الإسلامي موسى. على وجه الخصوص، إشارات عديدة إلى جبل موسى موجودة في القرآن، حيث يطلق عليه الطور Sīnā'، وآل الجبل (كلاهما يعني «الجبل»). أما بالنسبة للالمتاخمة واد Ṭuwā (وادي من Tuwa)، ويعتبر بأنها (مقدسة)، ويسمى جزء منه آل Buq'ah المباركة («إن مكان مبارك»). إنه المكان الذي تحدث فيه موسى إلى ربه. 

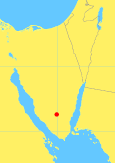
موقع جبل موسى في شبه جزيرة سيناء المصرية

كما يعتبر هذا الجبل المبارك من أفضل جبال الأرض عند الله، وقد تم ذكره في القران كما تم ذكر سيناء لانه يقع فيها، فقد قال عنه الله تعالى ﴿وَطُورِ سِينِينَ ۝٢ وَهَذَا الْبَلَدِ الْأَمِينِ ۝٣﴾ [التين:2–3]

## الصعود والقمة
هناك طريقان رئيسيان للقمة. الطريق الأطول والأعمق، سكة البشيت، يستغرق حوالي 2.5 ساعة سيرًا على الأقدام، على الرغم من إمكانية استخدام الجمال. الطريق الأكثر انحدارًا والأكثر مباشرة (سيكت سيدنا موسى) هو أعلى 3750 «درجة توبة» في الوادي الضيق خلف الدير.

## معرض صور

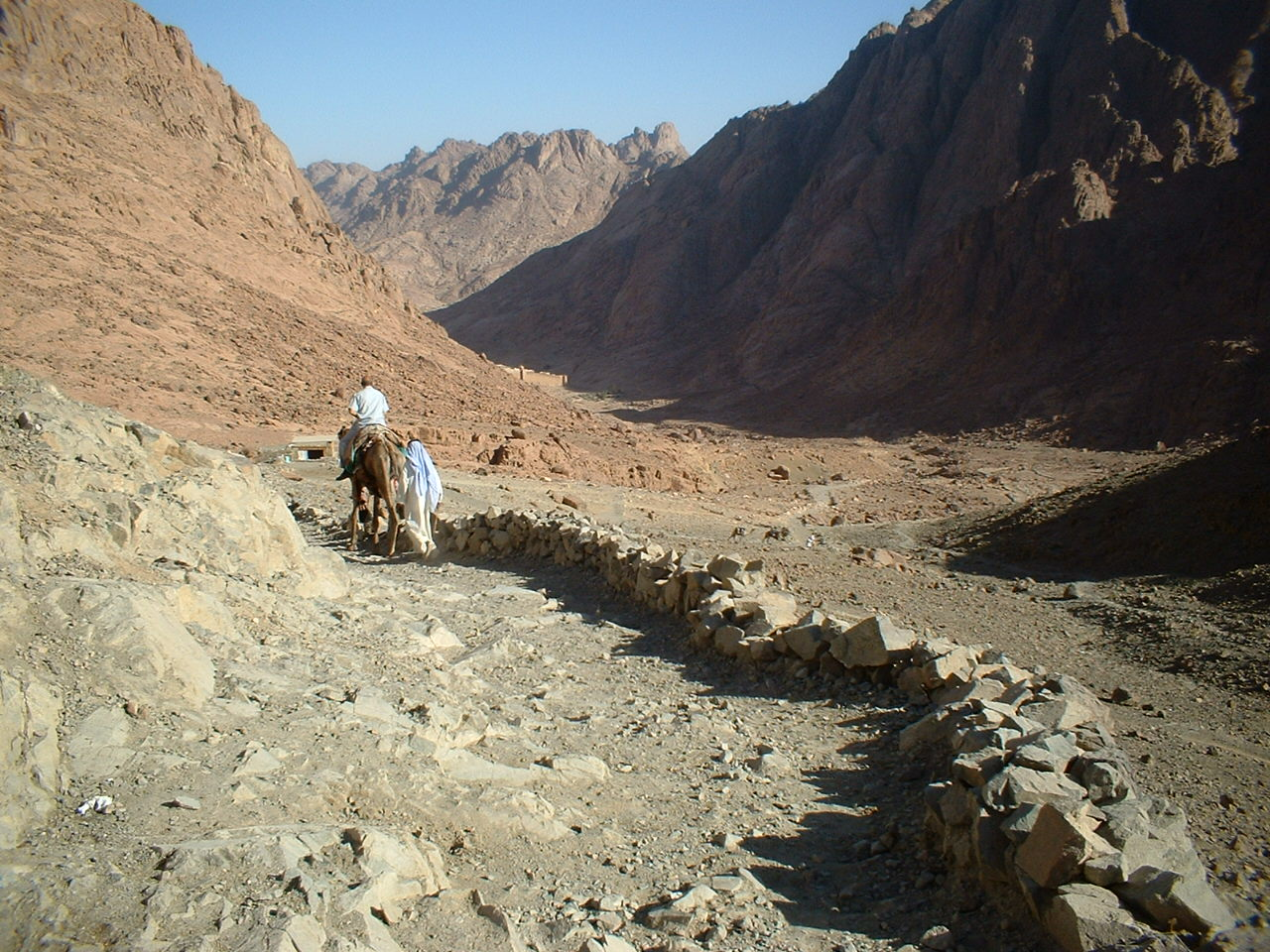
الطريق إلى جبل موسى

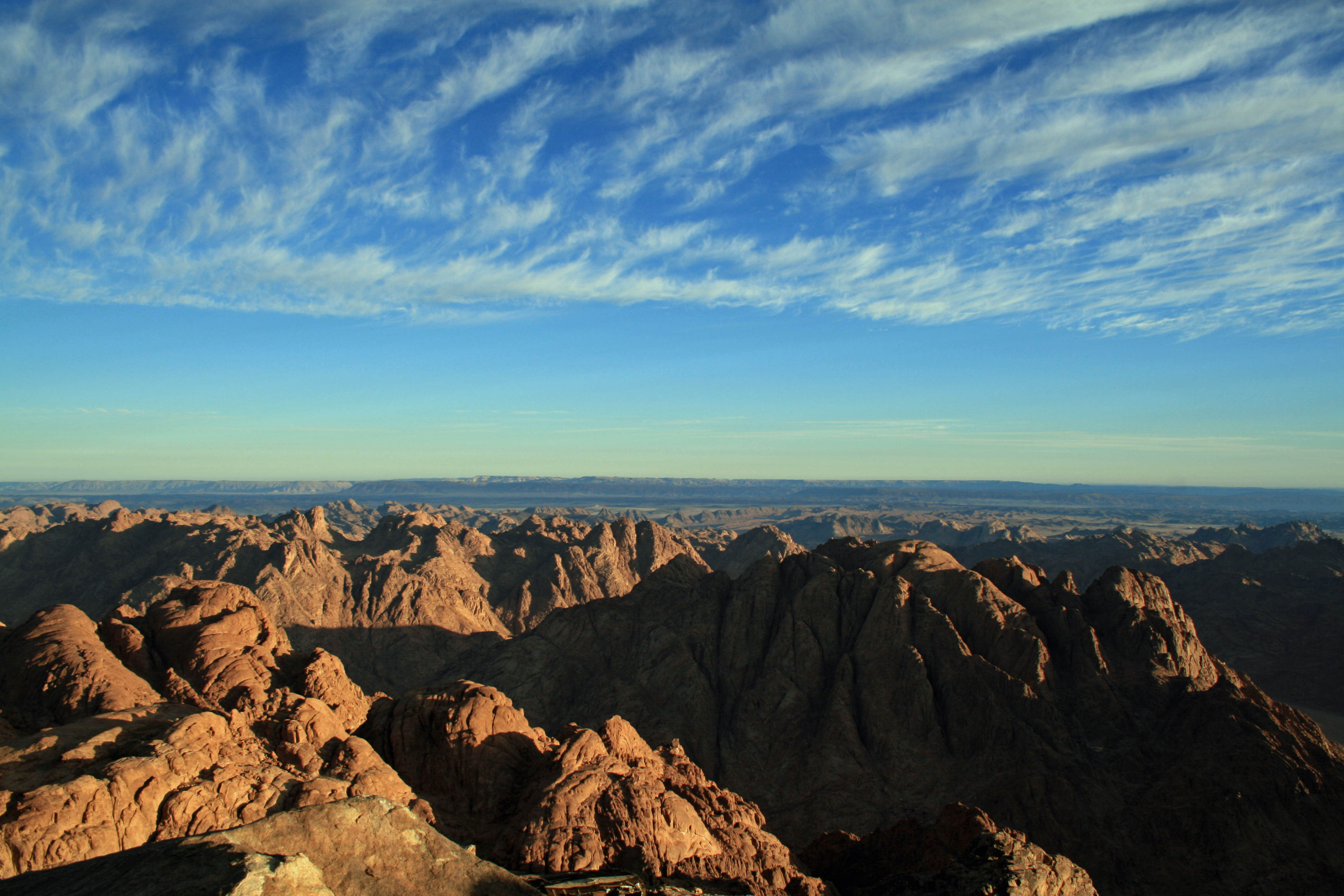

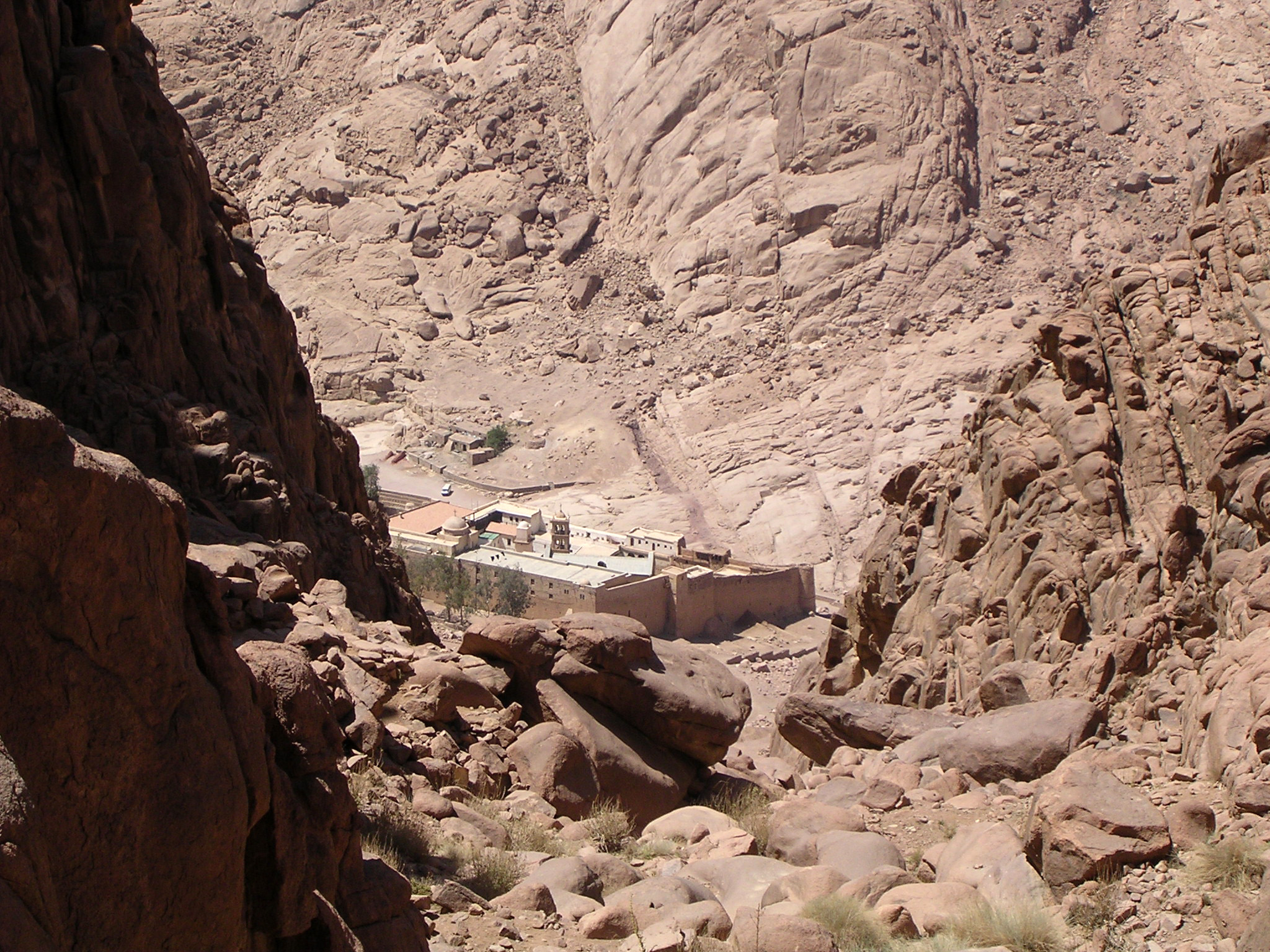
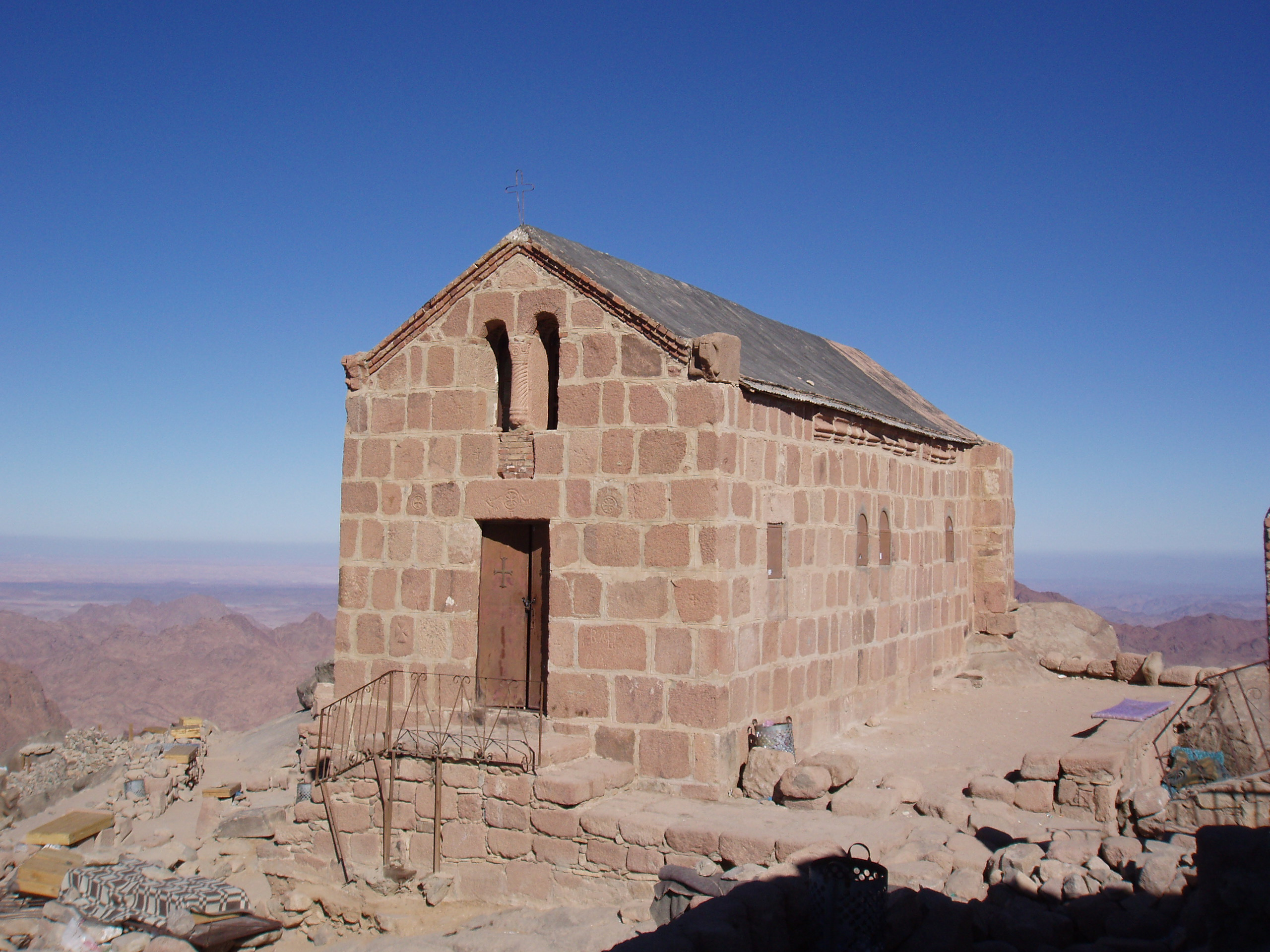
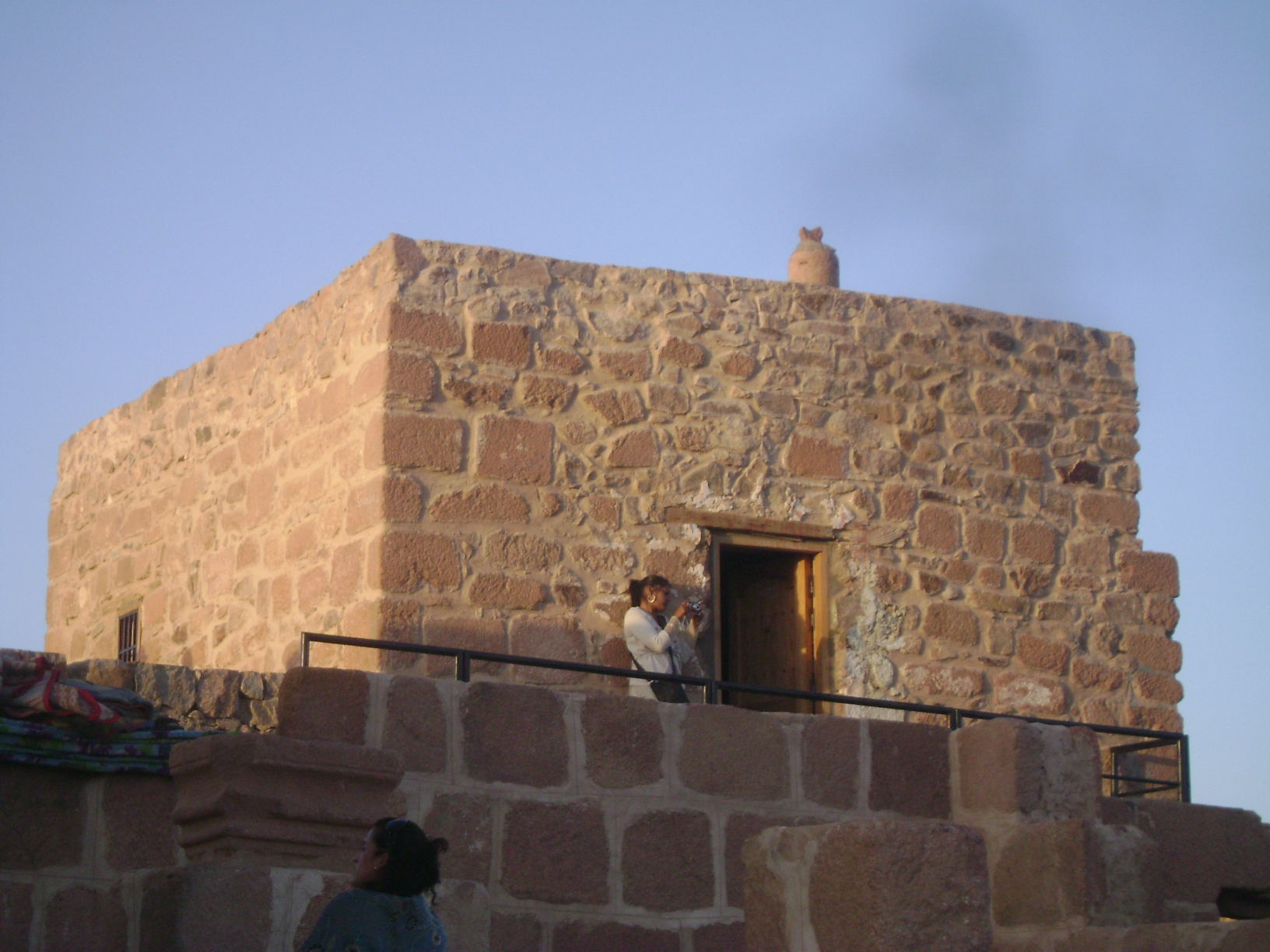